# Fou (groupe)
Fou est un groupe de punk rock suisse.

## Biographie
Formé par le guitariste chanteur Christophe Meyer, seul membre permanent du groupe, Fou enregistre son premier CD Intrus en Pays Plat en 1991. Suivent une tournée en Suisse et l'enregistrement du second CD Je m'en moque en été 1992.
En 1993 le groupe part en tournée dans les pays de l'Est. Fou sera le premier groupe étranger à jouer en ex-Yougolslavie depuis le début de la guerre. De retour en Suisse, le Gssa invite Fou au festival Stop Fa/18, premier gros concert devant 25'000 personnes sur la place Fédérale de Berne.
Après une tournée au Vénézuela, en Colombie  et en Equateur au début de 1994, Fou enregistre Fragile, son 3e album distribué par BMG.
Début 1995, Fou signe un contrat artistique avec EMI France et enregistre un nouveau CD Orange au studio ICP de Bruxelles et tournera le clip du single J'ai perdu la raison.
Le groupe tournera jusqu'à la fin de 1997 (Paléo, Francofolies à La Rochelle et Spa, Transmusicales...) Il partagera la scène avec Les Wampas, Louise Attaque, Ludwig von 88... 
Après avoir levé le pied, Fou repart en concert en 1999 et 2001 (Chant du Gros, Balélek...) et sort le CD Blanc. Les 6 & 7 octobre 2006, Fou enregistre un CD en concert acoustique et sort une version DVD Au Soleil.
En février 2019, le groupe enregistre l'album Vieux à Chicago avec Steve Albini (Nirvana, Pixies...),,, Il s'ensuit une tournée en Suisse et en France. Début 2020 Fou tourne trois semaines en Colombie et en Équateur.

## Membres
Christophe Meyer guitare et chant
Membres du canal historique : Sandro Lisci (batterie), Markus Somson (basse). Autres membres : Francine Pellaud (basse), Diego Rapacchietti, Sébastien Bandelier basse, Tiffany Meyer (batterie), Vincent Yerly (basse)

## Discographie
1991 : Intrus en Pays plat (DIY)
1992 : Je m'en moque (COD)
1994 : Fragile (BMG)
1996 : Orange (EMI)
1999 : Blanc (DIY)
2006 : Au Soleil (DIY)
2019 : Vieux (DIY)

## Vidéo
1996 : J'ai perdu la raison
2006 : Fou sur la route (documentaire, réalisation Vanessa Goetelen)
2019 : Fou à Chicago (mini-documentaire sur l'enregistrement de l'album Vieux)